# Lian lian feng chen
Lian lian feng chen (戀戀風塵, Liàn liàn fēngchén, "pols en el vent") és una pel·lícula de 1986 del cineasta taiwanès Hou Hsiao-hsien. Es basa en les experiències pròpies del coguionista Wu Nien-jen, i és la primera part d'una trilogia de col·laboracions amb Wu; les altres són Beiqing chengshi (1989) i Xi meng ren sheng (1993).

## Sinopsi
Una història d'amor sobre una parella jove d'un poble de la part nord-est de Taiwan a principis dels anys vuitanta. El nen, Wan, va a Taipei a treballar després de graduar-se a l'escola secundària perquè pugui guanyar diners per enviar-los a casa. La noia, Huen, el segueix l'any següent i treballen dur per guanyar prou diners per casar-se. Aleshores, Wan ha de passar tres anys a l'Exèrcit de la República de la Xina i la noia es casa amb una altra persona. Encara que Wan lamenta el que va passar, no culpa a Huen.

## Repartiment
- Wang Chien-wen com a Wan (謝文遠 Xiè Wényuǎn)
- Xin Shufen com a Huen (江素雲 Jiāng Sùyún)
- Li Tian-lu com a avi de Wan
- Lawrence Ko com el fill de la senyora Lin

## Producció
La pel·lícula compta amb Li Tian-lu en el paper de l'avi. Li es va convertir en una part central de les principals pel·lícules de Hou.

## Distincions
- Festival dels Tres Continents 1987: Premi a la millor imatge i premi a la millor música.[3]